# الدوري البرازيلي الدرجة الأولى 1965
الدوري البرازيلي الدرجة الأولى 1965 هو الموسم 7 من الدوري البرازيلي الدرجة الأولى. أقيم خلال الفترة 18 يوليو 1965 وحتى 8 ديسمبر 1965، وأشرف على تنظيمه Brazilian Sports Confederation ‏، وكان عدد الأندية المشاركة فيه 22، وفاز فيه نادي سانتوس.